# Cidade da Maia
Cidade da Maia es una freguesia portuguesa del municipio de Maia, distrito de Oporto.

## Historia
Fue creada el 28 de enero de 2013 en aplicación de una resolución de la Asamblea de la República de Portugal promulgada el 16 de enero de 2013 con la unión de las freguesias de Gueifães, Maia y Vermoim.

## Demografía
| Gráfica de evolución demográfica de Cidade da Maia entre 2011 y 2021 |
|                                                                      |
| Datos según el nomenclátor publicado por el INE portugués.           |